# Criză de identitate
În psihologie, noțiunea de criză de identitate (inventată de psihologul Erik Erikson) înseamnă incapacitatea eului de a-și asuma o identitate proprie. Criza de identitate apare în timpul adolescenței. 
Stadiul de dezvoltare psiho-socială în care apare criza de identitate este numit Identitate de sine versus Confuzie de rol. În această etapă, adolescenții se confruntă cu o creștere fizică, o maturizare sexuală, o integrare a percepției de sine și a percepției celorlalți despre ei. Adolescenții își formează, prin urmare, o imagine de sine și trebuie să treacă prin etapa crizei de identitate. Rezolvarea cu succes a crizei depinde de progresele înregistrate în stadiile de dezvoltare anterioare, centrate pe probleme cum ar fi încrederea, autonomia și inițiativa.